# Francis Baily
Francis Baily (28. dubna 1774 Newbury, Spojené království – 30. srpna 1844 Londýn, Spojené království) byl anglický astronom, který popsal úkaz při úplném zatmění Slunce (1836) jevící se jako šňůra perel – Bailyho perly. Vydal několik revidovaných klasických katalogů. V roce 1842 odvodil velmi přesnou hustotu planety Země.

## Dílo
- The Catalogues of Ptolemaios, Ulug Begh, Tycho Brahe, Halley, Hevelius, deduced from the best Authorities. London (1843)
- Catalogue of stars of the British Association for the Advancement of science. London (1846)

## Ocenění
V roce 1827 získal Zlatou medaili Královské astronomické společnosti. V roce 1832 se stal členem American Academy of Arts and Sciences, v roce 1842 se stal korespondujícím členem Pruské akademie věd.
Jeho jméno nese od roku 1935 měsíční kráter Baily a od roku 1986 také asteroid (3115) Baily.